# Millers Point, New South Wales
Millers Point este o suburbie în Sydney, Australia.